# Lake Alfred
Lake Alfred è una città degli Stati Uniti d'America, situata in Florida, nella Contea di Polk.